# 27. listopada
27. listopada (27. 10.) 300. je dan godine po gregorijanskom kalendaru (301. u prijestupnoj godini).
Do kraja godine ima još 65 dana.

## Događaji
- 1612. – Kapitulacijom poljskih trupa u Moskvi propao je plan poljskog kralja Žigmunda III. da postane ruski car. Time je postao neodrživ sporazum iz 1610. između Sigismunda i Romanovih, prema kojem je Žigmundov sin Vladislav trebao postati car.
- 1881. – Na izborima za peti Njemački parlament kao najjača frakcija pokazao se Katolički centar (100 mjesta), dok je državni kancelar Otto von Bismarck morao prihvatiti poraz, skupivši samo 52 mandata (47 mjesta), pa je bio prisiljen vladati s promjenjivim većinama.
- 1941. – U Brajićima u Srbiji na inicijativu Josipa Broza Tita održan je sastanak četnika i partizana na najvišoj razini, pri čemu su sklopili sporazum o zajedničkoj borbi. Partizansku delegaciju zastupali su Josip Broz Tito, Mitar Bakić i Sreten Žujović, a četničku Draža Mihajlović, Dragiša Vasić, četnički potpukovnik Dragoslav Pavlović i kapetan Milorad Mitić.[1]
- 1958. – S vlasti svrgnut Iskander Mirza, prvi pakistanski predsjednik.
- 1965. – Za vrijeme Drugog vatikanskog koncila, deklaracijom Nostra Aetate koju je promulgirao papa Pavao VI., Katolička Crkva odbacila je svaki antisemitizam, oslobodila Židove svake kolektivne odgovornosti za razapinjanje Isusa Krista, naglasila da se Židove ne smije prikazivati kao odbačene ili proklete od Boga, niti ih se može u suvremenom vremenu držati krivima za događaje iz doba Novog zavjeta.[2]
- 1979. – Nekadašnje britanske kolonije Sveti Vincent i Grenadini postale su neovisna država.
- 1986. – Predstavnici svih svjetskih religija došli su na poziv pape Ivana Pavla II. u Asiz na zajedničku molitvu za mir.
- 1991. – Utemeljena 130. brigada HV, Osijek.

| - 1728. – James Cook, engleski pomorac i istraživač († 1779.) - 1782. – Niccolo Paganini, talijanski skladatelj († 1840.) - 1858. – Theodore Roosevelt, američki političar i predsjednik († 1919.) - 1885. – Franjo Čutura, hrvatski književnik († 1959.) - 1896. – Margareta Petrovna Forman, balerina, pedagoginja, koreografkinja i redateljica († 1970.) - 1923. – Roy Lichtenstein, američki pop umjetnik († 1997.) - 1936. – Zdenka Anušić, hrvatska kazališna, televizijska i filmska glumica († 2012.) - 1948. – Mario Jutt, hrvatski nogometaš i sportski djelatnik († 2020.) - 1955. – Francis Fukuyama, američki politički filozof japanskoga podrijetla - 1966. – Marko Perković, poznatiji kao Thompson, hrvatski glazbenik - 1967. – Ardian Kozniku, hrvatski nogometaš - 1983. – Mladen Brestovac, hrvatski majstor borilačkih vještina | - 1430. – Vitold, litavski vladar (* ~1350.) - 1505. – Ivan Veliki, moskovski veliki knez (* 1440.) - 1833. – Đuro Hidža, hrvatski i latinski pjesnik i prevoditelj (* 1752.) - 1895. – Alexandre Dumas (sin), francuski književnik (* 1824.) - 1953. – Ivo Kerdić, hrvatski medaljer i kipar (* 1881.) - 1967. – Franjo Salis-Seewis, hrvatski biskup (* 1872.) - 1975. – Bogoljuba Jazvo, hrvatska redovnica i humanitarka (* 1897.) - 1993. – Slavko Zlatić – hrvatski skladatelj (* 1910.) - 2004. – Pierre Béarn – francuski književnik (* 1902.) - 2012. – Nada Ruždjak, hrvatska operna pjevačica (* 1934.) - 2013. – Lou Reed, američki glazbenik i tekstopisac (* 1942.) |